# Daniel Peter
Daniel Peter (n. 9 martie 1836, Moudon⁠(d), cantonul Vaud, Elveția – d. 4 noiembrie 1919, Vevey, cantonul Vaud, Elveția) a fost un faimos ciocolatier elvețian originar din Vevey. La începutul carierei a fost creator de lumânări, dar în scurt timp a dat faliment din cauza apariției lămpii cu petrol. În 1857 a inventat procesul fabricării ciocolatei cu lapte. A avut o problemă cu îndepărtarea apei din lapte (care cauza apariția mucegaiului). Cu ajutorul lui Henri Nestlé, un producator al mâncarii pentru bebeluși, a reușit în sfârșit să aducă produsul pe piață, în 1875, după șapte ani de lucru. Mai târziu, în 1879, cei doi aveau să înființeze Compania Nestlé.